# Kodak EasyShare DX6340
La Kodak EasyShare DX6340 è una macchina fotografica digitale della linea Easyshare della Eastman Kodak Company commercializzata dal 2004.

## Caratteristiche tecniche
- Sensore da 3,1 megapixel
- Obiettivo da 36–144 mm
- Zoom ottico fino a 4,4x
- Zoom digitale fino a 14x
- Memoria interna da 16 MB espandibile con schede SD e MMC fino a 2 GB

## Innovazione
La sua caratteristica innovativa fu la presenza per la seconda volta al mondo in una fotocamera di uno schermo da 2 pollici con tecnologia OLED.